# Glipa satorum
Glipa satorum is een keversoort uit de familie spartelkevers (Mordellidae). De wetenschappelijke naam van de soort is voor het eerst geldig gepubliceerd in 2003 door Takakuwa.